# Malteserkreuz

Flagge des Johanniterordens sowie der Werke des Malteserordens

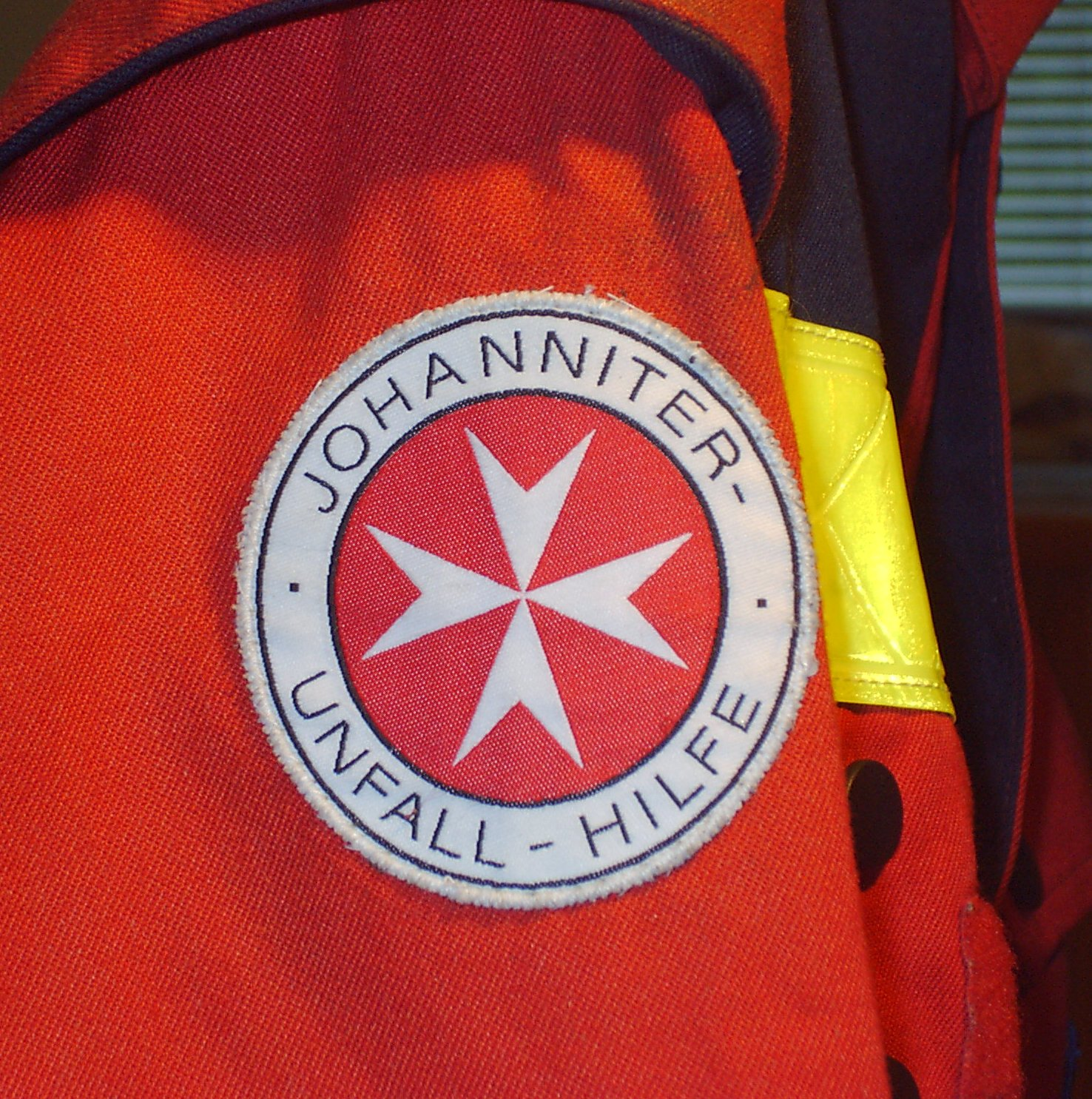
Logo der Johanniter-Unfall-Hilfe e. V.

Das Malteser- oder Johanniterkreuz, selten auch Amalfikreuz, ist ein achtspitziges Kreuz und nationales Symbol Maltas wie der früheren Seerepublik Amalfi sowie Symbol verschiedener christlicher Orden. Es ist heraldisch ein Pfeilspitzenkreuz und gleich wie das Tatzenkreuz (vgl. Wappen des Templerordens) eine weitere, künstlerisch verfeinerte Form eines Kreuzes. Der Begriff Malteserkreuz wird auch für eine ähnlich aussehende Form eines Autobahnkreuzes verwendet.
Das weiße Malteserkreuz auf schwarzem oder rotem Grund ist sowohl das Symbol des katholischen Malteserordens als auch der protestantischen Johanniterorden, das grüne Malteserkreuz auf grauem oder weißem Grund war das Symbol des Lazarus-Ordens. Darüber hinaus ist es das Symbol zahlreicher Ritter- und Verdienstorden.
Dabei erinnert die Kreuzform an den Opfertod Christi und bezeugt so den christlichen Auftrag von Johannitern und Maltesern. Auf schwarzem Grund erscheint das weiße Johanniterkreuz auf der Ordenskleidung der Johanniter- und Malteserritter, auf rotem Grund in den Wappen der beiden Orden und ihrer Hilfswerke, unter anderem der Johanniter-Unfall-Hilfe und des Malteser Hilfsdienstes. Beide Orden vergeben Auszeichnungen in Form des Johanniterkreuzes.

## Bezeichnung
Das weiße Johanniterkreuz war das Symbol des Ordens vom Hospital des Heiligen Johannes zu Jerusalem, kurz Johanniter oder Hospitaliter, aus dem der heutige Malteserorden und der heutige Johanniterorden hervorgingen.
Heute wird das achtspitzige Kreuz in der Regel als „Malteserkreuz“ bezeichnet, während „Johanniterkreuz“ fast ausschließlich für das Zeichen des historischen Johanniterordens verwendet wird. Eine neutrale, jedoch selten genutzte Bezeichnung ist „Hospitaliterkreuz“.

## Geschichte
Das achtspitzige Kreuz selbst ist ein altes Symbol, das sich schon in der Antike in unterschiedlichen Formen findet. Als künstlerisches Element sind Malteserkreuze seit dem 6. Jahrhundert aus der byzantinischen Kultur bekannt. Die Stadt Amalfi nimmt für sich in Anspruch, das Symbol bereits vor Ordensgründer Gerhard Sasso, der eventuell aus dem Herzogtum Amalfi stammte, genutzt zu haben. Tatsächlich tragen Münzen der Stadt aus der Zeit vor der Ordensgründung verschiedentlich eine Art Malteserkreuz. Jedoch zeigen die ersten Siegel des Ordens und seiner Hospitäler kein Malteserkreuz, sondern unterschiedliche Kreuzesformen. Neben dem Patriarchenkreuz werden uneinheitlich auch Tatzenkreuze und Mischformen verwendet. Quellen über den Templerorden sagen aus, dieser habe sein Zeichen (ein Tatzenkreuz) nach dem Vorbild des damaligen Johanniterordens gewählt. Die Festlegung auf ein spezifisches Logo war der frühmittelalterlichen Zeit fremd. Noch auf Rhodos tragen die Wappen des Ordens und seines damaligen Großmeisters Pierre d’Aubusson kein Malteserkreuz. Achtspitzige Kreuze unterschiedlicher Formen finden sich jedoch schon auf älteren Münzen des Ordens. Ein von Pinturicchio um das Jahr 1505 geschaffenes Tafelgemälde zeigt ein vor der Stadt Rhodos kniendes Ordensmitglied (Pierre d’Aubusson?) in schwarzem Ordensgewand mit dem Johanniterkreuz auf der Brust.
Wann der Johanniterorden das achtspitzige Kreuz als Symbol angenommen hat, ist nicht sicher. Nachzuweisen ist es in seiner heutigen, symmetrischen Form auf Ordensmänteln jedenfalls schon auf Zeichnungen, die der Vizekanzler des Ordens Guillaume Caoursin nach der erfolgreichen Abwehr der türkischen Belagerung von Rhodos im Jahr 1480 angefertigt hat. Das Ordenskapitel von 1489 sagt über das Kreuz: „So sollen die Ritter vom Hospital, indem sie mit frommem Eifer sowohl die eine als auch die andere dieser Pflichten erfüllen, auf ihrem Gewande das Kreuz mit acht Spitzen tragen, damit sie eingedenk sind im Herzen, das Kreuz Christi zu tragen, geschmückt mit acht Tugenden, die sie begleiten.“
Zuvor trug der Orden nur ein einfaches weißes Balkenkreuz auf schwarzem oder rotem Grund, das lange Zeit parallel neben dem achtspitzigen Kreuz die militärische Kleidung der Ordensmitglieder zierte und bis heute die offizielle Flagge des Malteserordens und des englischen Order of St. John darstellt. In zivilen Angelegenheiten wurde das stets weiße Kreuz auf schwarzem Grund, in kriegerischen Auseinandersetzungen auf rotem Grund getragen. In der Heraldik des Ordens wurde das achtspitzige Kreuz nur als Unterlegung des Wappenschildes verwendet; die viergeteilten Wappen der Ordensritter zeigen oben links und unten rechts jeweils ein weißes Balkenkreuz auf rotem Grund. Heraldisch haben auch die Farben eine Bedeutung: Weiß steht für Reinheit oder Unschuld, Schwarz für Stärke, Rot für Kampf, Leben, Einsatz, Blut.

## Verwendung
Das Hilfswerk der evangelischen Johanniter (Johanniter-Unfall-Hilfe) führt das weiße Johanniterkreuz in einem runden Signet, das der Malteser (Malteser Hilfsdienst) in einem schildförmigen Wappen. Der Johanniterorden führt das weiße Malteserkreuz auf rotem Grund als Flagge, die Flagge des Malteserordens dagegen zeigt ein weißes Georgskreuz auf rotem Grund.
Das Malteserkreuz ist auf den maltesischen 1- und 2-Euro-Münzen dargestellt. Außerdem ziert es das untere Liek der Bugflagge der italienischen Marine.
Die Nutzung des Malteserkreuzes in der heute verwendeten Form ist im Orden erst seit dem 16. Jahrhundert (Malta) durchgängig belegbar.

Lazarus-Orden: Grün auf Weiß
Orden von Montjoie: gespalten Weiß und Rot
Kreuzherren mit dem Roten Stern: Rot auf Schwarz
Flagge der Galeeren des Stephansordens: Rot auf Weiß
Bugflagge der italienischen Marine mit dem Wappen der Seerepublik Amalfi
Handelsflagge der Republik Malta
Malteser Hilfsdienst (Altes Abzeichen)
Wappen von Heitersheim
Wappen von Weigheim
Malteserkreuz in verwechselten Farben: Wappen von Stroheim/Oberösterreich
maltesische 2-Euro-Münze
Wappen von Biebelried

Als Ordenszeichen der französischen Orden vom Heiligen Geist, des Heiligen Michael und des Heiligen Ludwig wurde das Malteserkreuz zum Vorbild für die Ordenszeichen neuzeitlicher Haus- und Verdienstorden (heute verwendet unter anderem für das Ehrenzeichen für Verdienste um die Republik Österreich und die Verdienstorden von Bayern, Berlin, Nordrhein-Westfalen und Sachsen).

Kreuz des Ordens vom Heiligen Geist
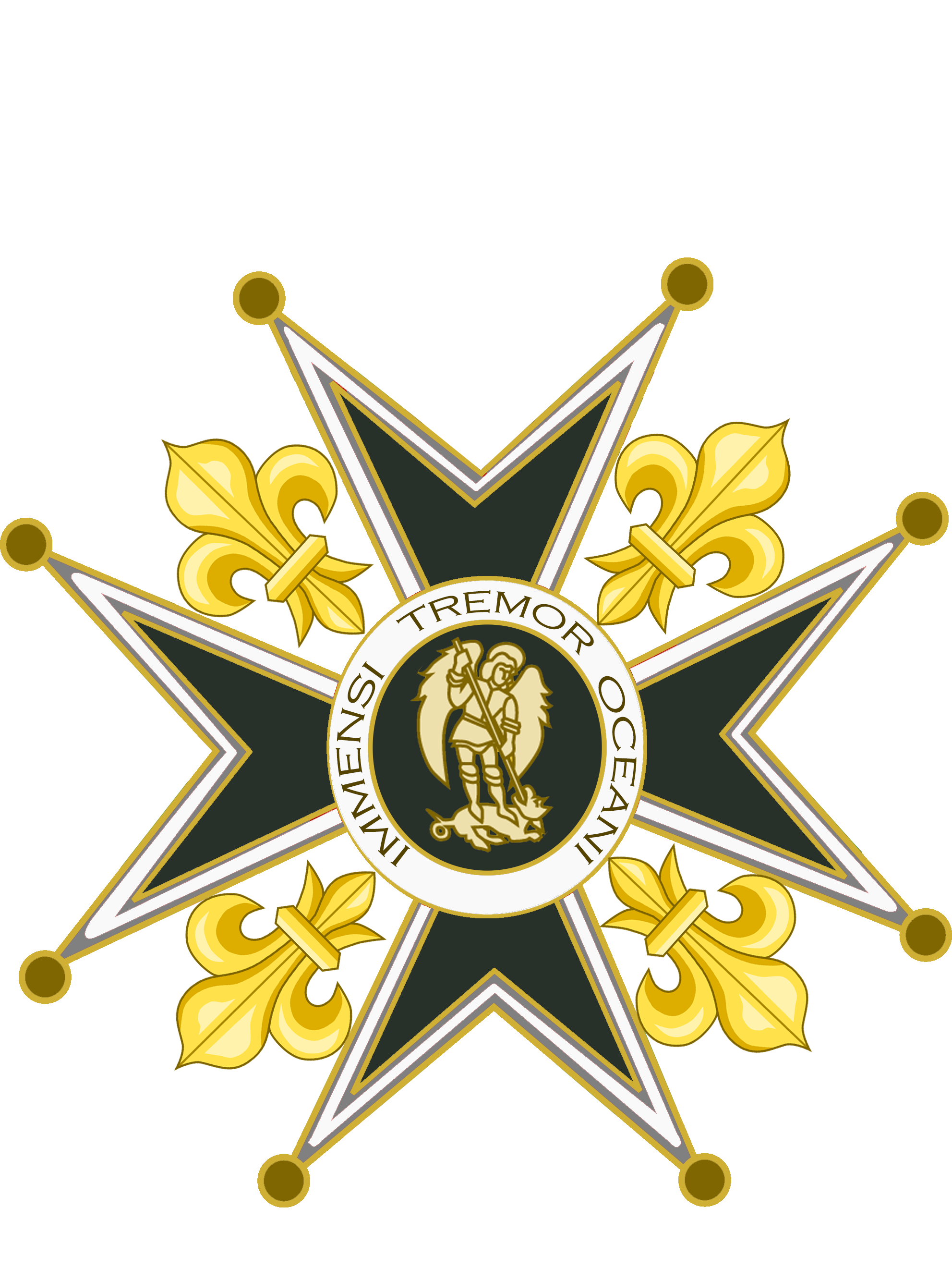
Kreuz des Michaelsordens
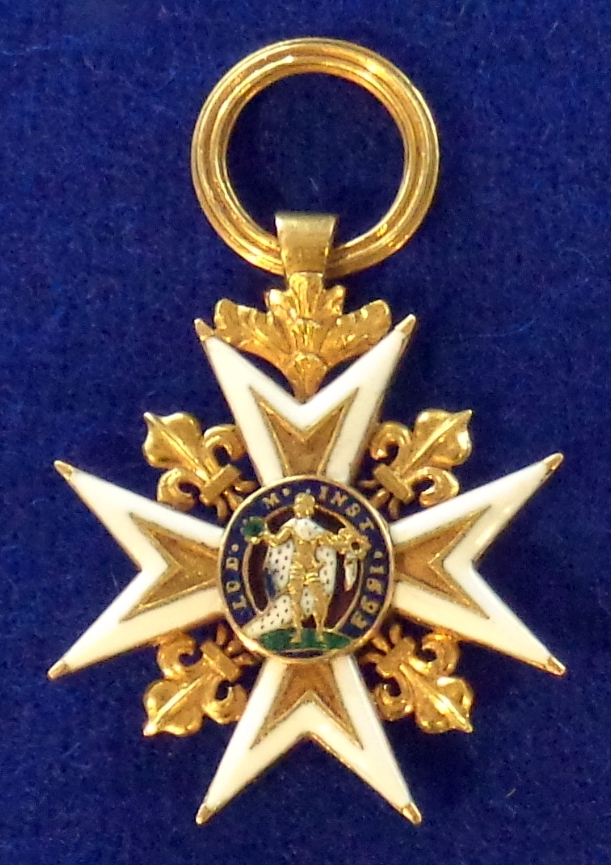
Kreuz des St-Ludwigs-Ordens
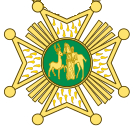
Kreuz des kurpfälzischen Hubertusordens
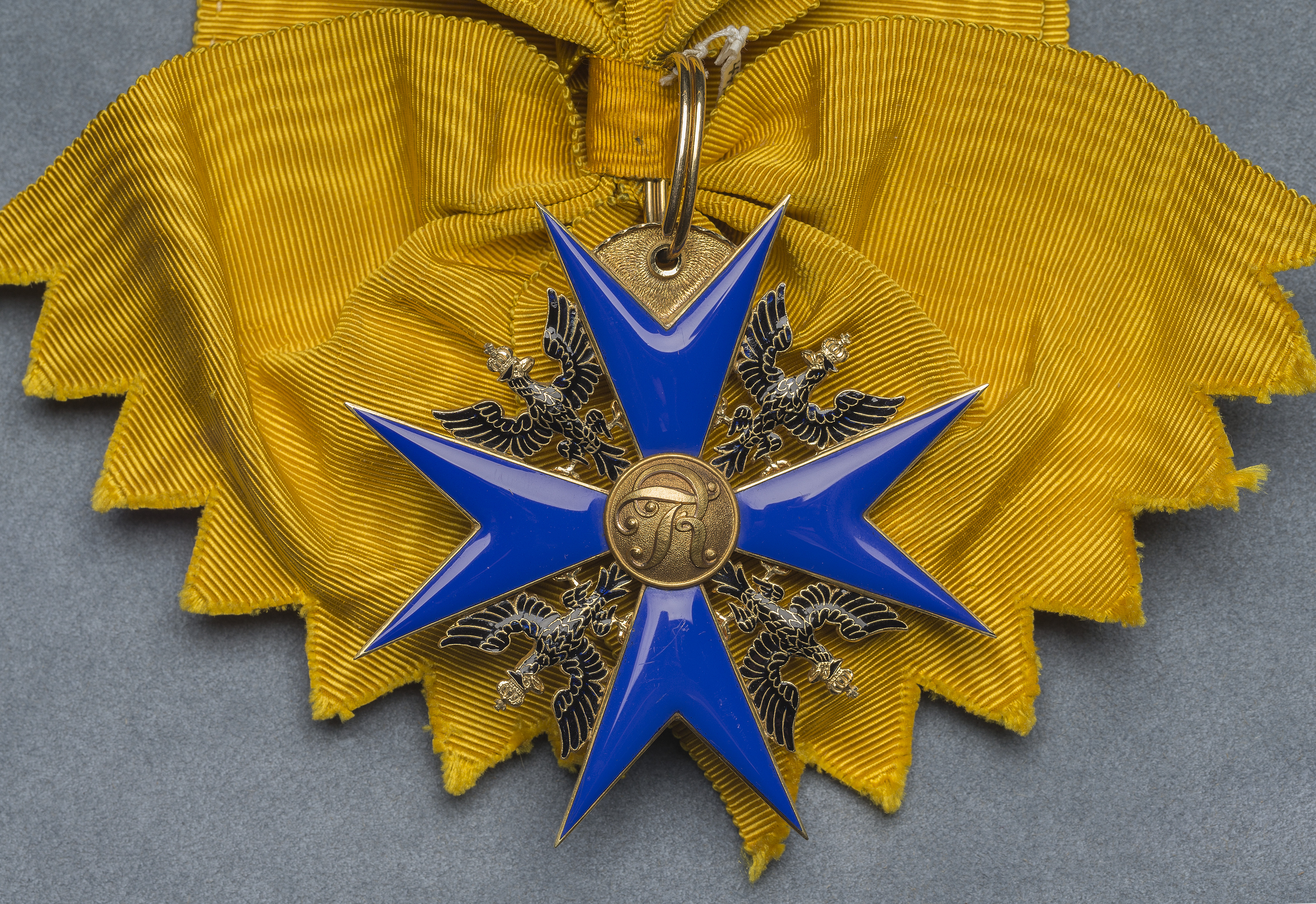
Kreuz des Schwarzen Adlerordens

### Das Malteserkreuz in Schweizer Gemeindewappen
1970 enthielten 15 Schweizer Orte in ihrem Wappen ein Malteserkreuz. 2023 kommt das Malteserkreuz bei folgenden Schweizer Gemeinden vor: Balerna, Bardonnex, Bubikon, Donneloye, La Chaux (Cossonay), Leuggern, Lonay, Plan-les-Ouates, Reiden, Römerswil, Salgesch, Villars-Sainte-Croix.
Der Historiker F.J. Schnyder nimmt an, dass Gemeinden, die vor der französischen Revolution oder im Mittelalter Niederlassungen dieses mittelalterlichen Ordens hatten, das Wappenelement aus folkloristischen Gründen weiterführen und empfahl 1970 die Farben im Wappen zu ändern, falls sie Deckungsgleich mit den Farben im Malteserkreuz sind.

## Deutungen
Das Kreuz besteht aus acht Spitzen. Das Kreuz symbolisiert als christliches Symbol den Kreuzigungstod Jesu Christi. Diese acht Spitzen symbolisieren nach heutiger Deutung die acht Seligpreisungen der Bergpredigt Jesu im Neuen Testament der Bibel (Mt 5,1ff).
Eine weitere Deutung der acht Spitzen ist die Zuordnung zu den acht Zungen des Malteserordens.
Die vier nach innen zeigenden Spitzen werden den vier Kardinaltugenden zugeordnet:
- Klugheit
- Gerechtigkeit
- Tapferkeit
- Mäßigung

## Schriftzeichen
In Unicode ist im Block Dingbats als U+2720 maltese cross ein Zeichen enthalten, dessen in den Codetabellen dargestellte Glyphe jedoch eher ein Tatzenkreuz darstellt.